# 김인욱 (법조인)
김인욱(金仁旭. 1954년 ~)은 인천지방법원에서 법원장을 역임하고 정년 퇴임한 대한민국의 법조인이다.

## 생애
1954년 경기도 양평군에서 태어나 서울고등학교와 서울대학교 법학과를 졸업한 김인욱은 1983년 제25회 사법시험에 합격하여 사법연수원과 군 법무관을 마치고 1986년 광주지방법원 순천지원 판사에 임용되었다. 이후 수원지방법원 안산지원, 서울고등법원, 서울중앙지방법원, 서울행정법원, 대전고등법원, 서울고등법원에서 재직하다 2017년 2월에 법원장으로 승진하여 인천지방법원에서 법원장을 하면서 제31대 인천광역시선거관리위원회 위원장을 겸직하였다.
인천지방법원 법원장을 마지막으로 2019년 1월 31일에 정년 퇴임하였다.